# Ilija Djuričić
Ilija Djuričić (srbsko Илија Ђуричић), srbski veterinar, predavatelj in akademik, * 18. julij 1898, † 2. april 1965.
Djuričić je deloval kot redni profesor za fiziologijo na Veterinarski fakulteti v Beogradu in bil dopisni član Slovenske akademije znanosti in umetnosti (od 22. decembra 1961). Bil je tudi predsednik Srbske akademije znanosti in umetnosti.